# Красноярська сільська рада (Уфимський район)
Красноя́рська сільська рада (рос. Красноярский сельский совет) — муніципальне утворення у складі Уфимського району Башкортостану, Росія. Адміністративний центр — село Красний Яр.
2004 року зі складу Ленінського району Уфи до складу сільради була передана територія площею 1,01 км², а зі складу сільради була виділена і передана до складу Алексієвської сільради територія площею 20,53 км².

## Населення
Населення — 4702 особи (2019, 3961 в 2010, 3604 в 2002).

## Склад
До складу поселення входять такі населені пункти:
| Населений пункт            | Населення, осіб (2002) | Населення, осіб (2010) |
| -------------------------- | ---------------------- | ---------------------- |
| Горново, село              | 128                    | 221                    |
| Карюгіно, присілок         | 11                     | 16                     |
| Красний Яр, село           | 1569                   | 1615                   |
| Кумлекуль, село            | 746                    | 748                    |
| Лавочне, село              | -                      | 2                      |
| Опитне хозяйство, присілок | 160                    | 149                    |
| Черновський, присілок      | 47                     | 60                     |
| Чорнолісовський, село      | 905                    | 1118                   |
| Якшиваново, присілок       | 38                     | 32                     |